# Магістральний насос
Насос магістральний (рос. насос магистральный; англ. long-distance pump, нім. Fernleitungspumpe f) — насос, що призначений для транспортування магістральними трубопроводами нафти і нафтопродуктів. Н.м. забезпечує порівняно високі напори за великої подачі, довговічність і надійність безперервної роботи, економічність.

## Основні типи насосів, особливості їх використання в гідротранспортних системах
За принципом дії насоси в основному підрозділяють на відцентрові (динамічні) та об'ємні (витискувальні). У відцентрових насосах механічна енергія двигуна у процесі взаємодії лопатей робочого колеса та обтікаючого потоку передається до рідини, рух якої у проточній частині відбувається у радіальному напрямі.
В об'ємних насосах перетворення енергії відбувається у процесі витиснення рідини з робочих камер (приймальної та на-гнітальної) герметично відокремлених одна від одної. Виходячи з характеру руху витискувального органу, об'ємні насоси можна підрозділити на поворотно-поступальні та роторні. У першій групі, у свою чергу, розрізняють поршневі, плунжерні та діафрагмові насоси.
Подача поршневих насосів обмежена їхніми розмірами та допустимою швидкістю нерівномірного руху поршня, що обумовлює зростання сил інерції, які негативно впливають на роботу системи «насос-трубопровід». Використовують поршневі насоси у тих випадках, коли потрібен високий напір при невеликій продуктивності.
Робочий (витискувальний) орган плунжерного насоса — плунжер, який відрізняється від поршня меншим діаметром. Це дає можливість підвищити напір при відповідному зменшенні подачі.
У діафрагмових насосах витискувачем є еластична діафрагма, з'єднана штоком з приводним механізмом, яка рухається здійснюючи поворотно-поступальний рух. Через обмеженість поздовжнього ходу діафрагми напір i подача таких насосів порівняно невеликі.
Найбільше розповсюдження в технологічних та промислових гідротранспортних системах знайшли відцентрові вугільні та ґрунтові насоси, а в магістральних — поршневі насоси.
Загальною особливістю ґрунтових насосів i вуглесосів у порівнянні з водяними є більша ширина міжлопатевих каналів, що забезпечує можливість транспортування великих грудок твердого матеріалу, а також конструктивні рішення, що передбачають мінімальний знос вузлів і деталей в умовах перекачування гідросумішей підвищеної абразивності.
Роботоздатність вуглесосів залежить від багатьох факторів i, наперед, від умов та режимів експлуатації, які визначають техно-логічні особливості комплексів гідропідйому та гідротранспортних систем, гранулометричний склад i зольність транспортованої гірничої маси, концентрація гідросуміші, а також параметри всмоктування та нагнітання (вакуум, тиск, подача, потужність тощо).
На гідрошахтах приготування гідросуміші здійснюється у зумпфах, розташованих нижче осі вуглесосів, що обумовлює небхідність застосування спеціальних всмоктувальних (бажано дозуючих) пристроїв, за допомогою яких відрив та транспортування гірничої маси всмоктувальною трубою здійснюється шляхом фільтрації крізь шар завалу за рахунок всмоктувальної здатності відцентрових машин.
Гірнича маса, яку переміщують гідротранспортні системи гідрошахт, складається з вугілля різних марок та породи різного мінерального складу, крупність яких після попереднього подрібнення складає 50 — 70 мм. Співвідношення вугілля та породи у гірничій масі та загальна концентрація гідросуміші ніколи не бувають сталими за часом. Густина її складає в середньому 1025—1040 кг/м3, іноді збільшуючись до 1200 кг/м3.
Не є стабільним також приплив гідросуміші від видобувних дільниць, що призводить до зміни висоти всмоктування, яка в середньому сягає 3 — 4 м.
У не менш складних умовах працюють ґрунтові насоси у гідротехнічному будівництві, системах видалення відходів збагачення корисних копалин, золошлаковидалення теплових електростанцій та ін.